# Tébar
Tébar es un municipio español de la provincia de Cuenca, en la comunidad autónoma de Castilla-La Mancha. Se encuentra enclavado al sureste de la provincia, en la comarca de la Manchuela Conquense. Tiene un área de 99,02 km², cuenta con una población de 293 habitantes (INE 2024). y una densidad de 2,86 hab./km².

## Geografía
Está situado a una distancia de 94 km de la capital conquense y a una altitud aproximada de 892 metros respecto al nivel del mar. Es el primer municipio de la comarca de La Manchuela que atraviesa la autovía del Este entre los pK 181 y 192. 
El término municipal posee un terreno variado con un predominio del llano, aunque lo que más lo caracteriza es que es muy pedregoso principalmente de piedra caliza. En el límite nororiental contiene parte del embalse de Alarcón y por el este discurre una parte del río Júcar.
| Noroeste: Atalaya del Cañavate, Cañada Juncosa | Norte: Cañada Juncosa | Nordeste: Alarcón                         |
| Oeste: Atalaya del Cañavate                    |                       | Este: Alarcón, Pozorrubielos de la Mancha |
| Suroeste: Vara del Rey                         | Sur: Sisante          | Sureste: El Picazo                        |

## Demografía
Tébar cuenta con una población de 293 habitantes (INE 2024).
| Gráfica de evolución demográfica de Tébar entre 1842 y 2021 |
| |
| Población de derecho según los censos de población del INE Población de hecho según los censos de población del INEEn estos censos se denominaba Tévar: 1842 y 1857 |

| 1991 | 1996 | 2001 | 2004 | 2008 | 2014 | 2015 |
| ---- | ---- | ---- | ---- | ---- | ---- | ---- |
| 460  | 407  | 376  | 387  | 398  | 313  | 316  |

## Turismo
Como patrimonio monumental de Tébar destaca su iglesia parroquial de Nuestra Señora de la Asunción.
Entre sus fiestas y tradiciones destacan la celebración de la Romería de Santa Quiteria y la festividad de San Roque.